# Roméo et Juliette (Gounod)

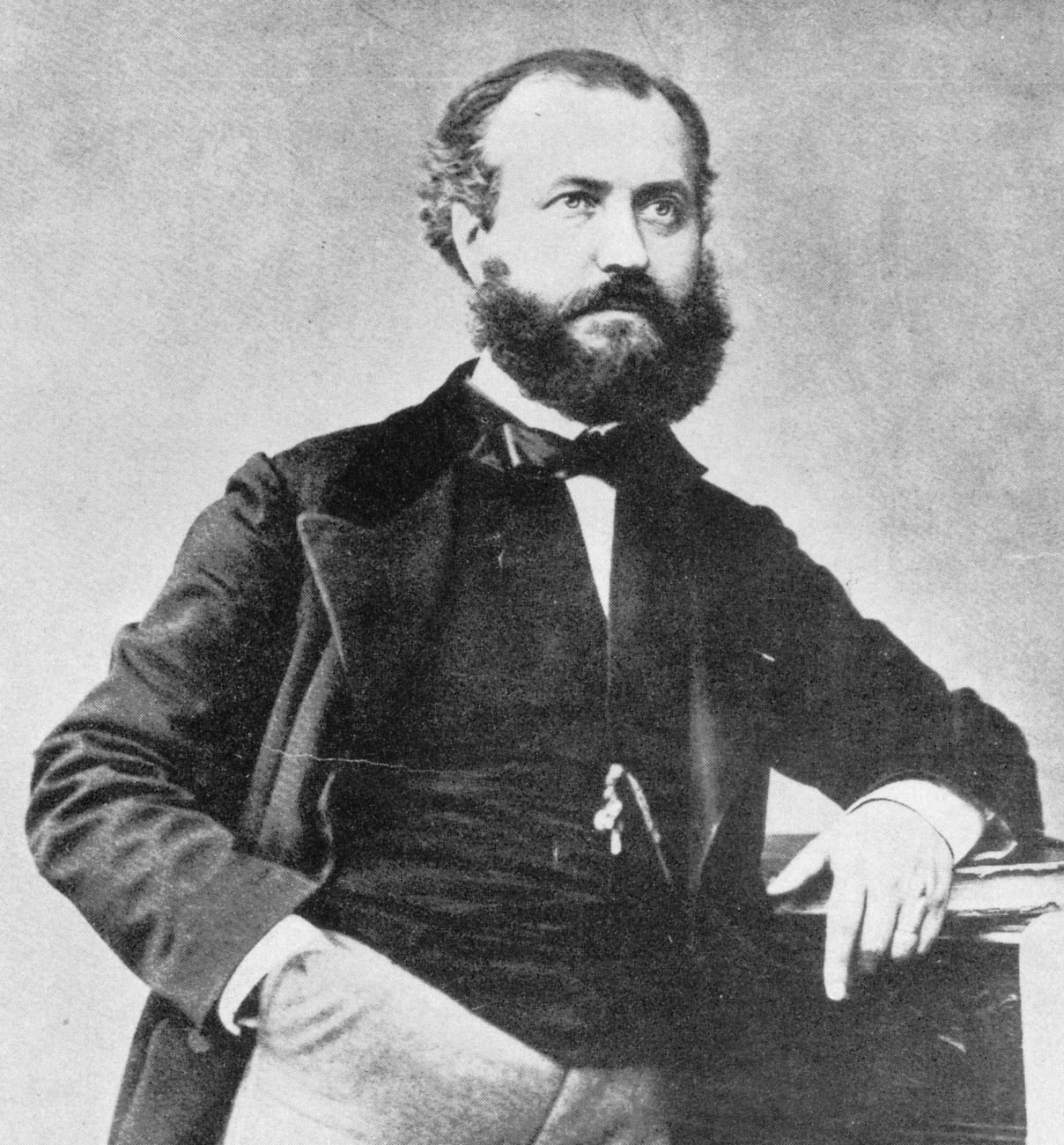
Charles Gounod, 1859

Roméo et Juliette (Romeo en Julia) is een opera in vijf akten van Charles Gounod naar een Frans libretto van Jules Barbier en Michel Carré, gebaseerd op William Shakespeares The Tragedy of Romeo and Juliet.
De eerste uitvoering van de opera was bij het Théâtre Lyrique te Parijs op 27 april 1867.
Sapho (1851, herzien 1884) · La nonne sanglante (1854) · Le médecin malgré lui (1858) · Faust (1859, herzien 1869) · Philémon et Baucis (1860, herzien 1876) · La colombe (1860, herzien 1866) · La reine de Saba (1862) · Mireille (1864) · Roméo et Juliette (1867) · Cinq-Mars (1877) · Maître Pierre (onvolledig, 1877-1878) · Polyeucte (1878) · Le tribut de Zamora (1881)